# Långhornad boskap

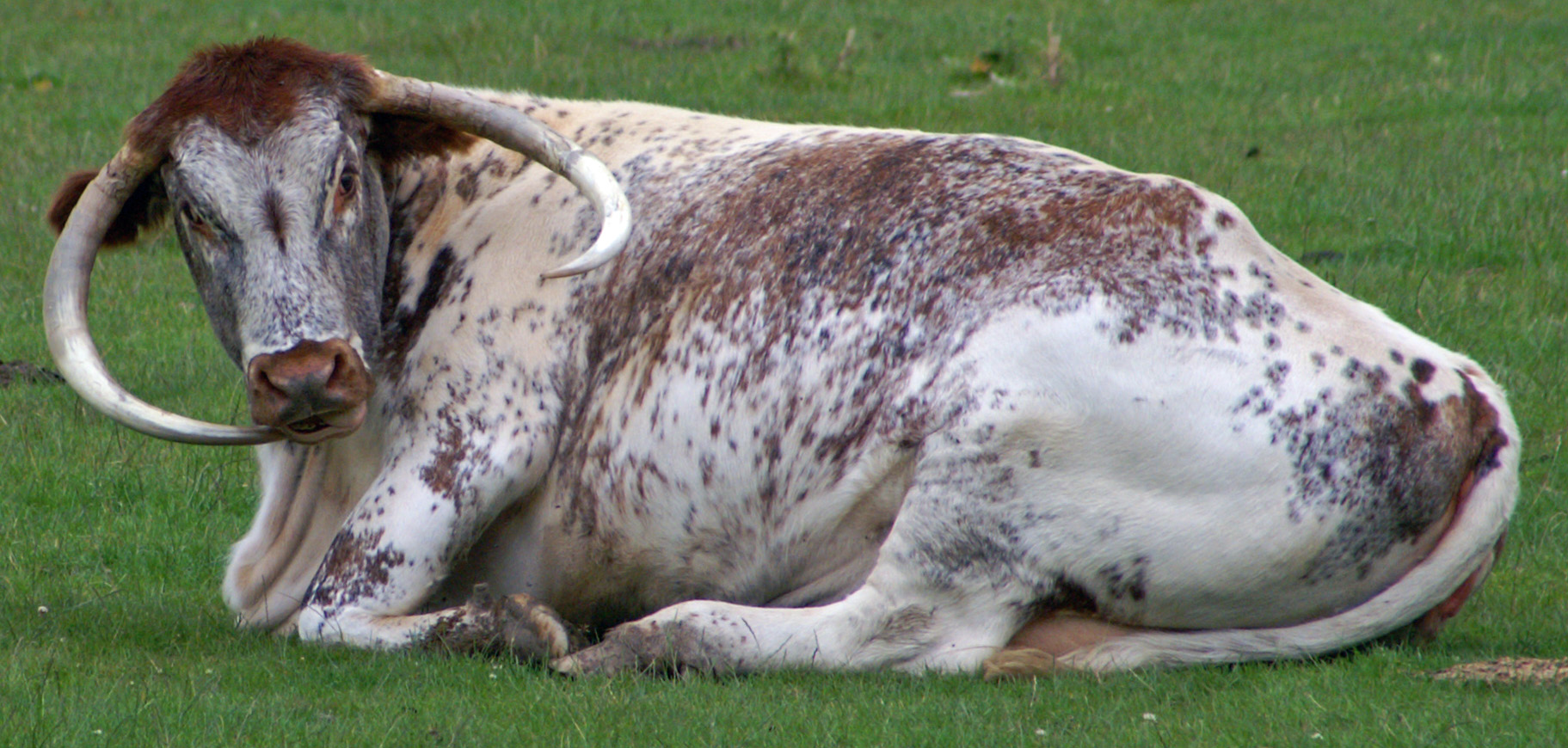
En ko Långhornad boskap.

Långhornad boskap, även Långhorn eller English Longhorn är en gammal engelsk nötkreatursras, som förr var mycket vanlig i England men numera avlas främst i ett mindre område i Warwickshire.
Långhornad boskap förädlades av Robert Bakewell på 1750-talet och kan anses vara världens äldsta systematiskt framavlade boskapsras. Färgen är brun-, röd-, eller svartskäckig med vit rygglinje. Hornen är ovanligt långa, 50–105 centimeter långa och utåt, framåt- eller nedåtriktade. Fullvuxna kor väger 500-600 kilo. Långhornad boskap är en kombinerad kött- och mjölkrastyp.